# Wapen van Blokker

Het wapen van Blokker

Het wapen van Blokker was het wapen van de voormalige gemeente Blokker die sinds 1979 niet meer bestaat. De dorpen Westwoud, Ooster- en Westerblokker vormden sinds 1414 de Stede Westwoude, dat korte tijd ook stadsrechten gehad heeft. Westwoud en Blokker zijn echter uit elkaar gegaan.
Net als bij andere Westfriese boomwapens duidt de dorre boom in het wapen op een rechtsplaats, hier op Westwoud gelegen bij de Zeven Groene Bomen. De drie vogels in de boom zijn een veelvoorkomend symbool in de regio West-Friesland. Zij staan vermoedelijk voor de drie dorpen.

## Blazoenering
De beschrijving of de blazoenering van het wapen van Blokker luidt als volgt: 
"een veld van sinopel (groen), beladen met een boom van goud, waarop drie kraaien van sabel."
Blokker werd op 26 juni 1816 bevestigd met het wapen.

## Vergelijkbare wapens
De volgende wapens hebben net als Blokker een (dorre) boom als element:

Wapen van Bovenkarspel
Wapen van Grootebroek
Het wapen van Hauwert, een dorpswapen
Wapen van Hoogwoud
Wapen van Midwoud
Wapen van Noorder-Koggenland
Wapen van Opmeer
Wapen van Scharwoude
Wapen van Schellinkhout
Wapen van Sijbekarspel
Wapen van Stede Broec
Het oude wapen van Venhuizen
Wapen van Venhuizen
Wapen van Westwoud
Wapen van Wognum

## Trivia
- Oosterblokker is in 1979 opgegaan in de huidige gemeente Drechterland
- De plaats Westerblokker is in datzelfde jaar opgegaan in de gemeente Hoorn